# Harlan Hagen
Pour les articles homonymes, voir Hagen.
Harlan Hagen (né le 8 octobre 1914, mort le 25 novembre 1990) est un homme politique américain.
Il a été membre de la chambre des représentants en 1953 et 1967, en tant que représentant du 14e district de Californie.

## Biographie
Né au Dakota du Nord, il est diplômé du Long Beach Polytechnic High School de Long Beach. Pendant la deuxième guerre mondiale il sert dans l'U.S. Army entre 1943 et 1946. Il est élu au conseil municipal de Hanford (Californie) en 1948, puis à l'assemblée de l'état de Californie entre 1949 et 1952. Il est élu à plusieurs reprises en tant que démocrate au Congrès.